# Victor Loret
Victor Clément Georges Philippe Loret (* 1. September 1859 in Paris; † 3. Februar 1946 in Lyon) war ein französischer Ägyptologe.

## Leben
Victor Loret, Sohn des Organisten Clément Loret, studierte bei Gaston Maspero an der École pratique des hautes études. 1881 ging Loret nach Ägypten, wo er bis Ende 1885 an der Mission archéologique française in Kairo wirkte. Er arbeitete einige Zeit für den Ägyptologen Eugène Lefébure an den Inschriften aus dem Tal der Könige und anderen thebanischen Gräbern. Von 1886 bis 1897 lehrte er Ägyptologie an der Universität Lyon. Von 1897 bis 1899 war er Generaldirektor der ägyptischen Altertumsbehörde. In den Jahren 1898 und 1899 entdeckte er in kurzen Abständen die Gräber der Pharaonen Thutmosis I. (KV38), Thutmosis III. (KV34) und Amenophis II. (KV35), drei der ältesten und wichtigsten Gräber im Tal der Könige. Dort fand er auch das unberaubte Grab KV36 des Maiherperi. Von 1900 bis 1929 lehrte er wieder an der Universität Lyon.